# Уикхэм, Том
Томас Джозеф Уикхэм (англ. Thomas Joseph Wickham, известный под именем Том Уикхэм, Tom Wickham) — австралийский хоккеист на траве, нападающим сборной Австралии. Серебряный призёр Олимпийских игр, чемпион Игр Содружества и победитель Финала Мировой лиги.

## Биография
Том Уикхэм родился 26 мая 1990 года и вырос в Моргане, штат Южная Австралия.
Он играл в хоккей в своём родном штате Южная Австралия до 2014 года, но затем стал представлять Западную Австралию на уровне национальных соревнований.

## Карьера
Он дебютировал на международном уровне в мае 2013 года во время тестовых матчей против Кореи.
После своего дебюта в 2013 году, Уикхэм долгое время не вызывался в сборную Австралии до 2017 года. Это произошло во время серии матчей против сборной Пакистана.
Наиболее успешное выступление Уикхема с Австралией было на Играх Содружества 2018, проходивших в Голд-Косте. Сборная Австралии завоевала золотую медаль.
В 2019 году Уикхэм представлял Австралию в первом сезоне Про-лиги, а в 2020 году во второй раз в карьере участвовал в этом соревновании.
В 2021 году принял участие на Олимпийских играх в Токио, где стал серебряным призёром. Уикхэм сравнял счёт в финальном матче, однако в серии пенальти австралийцы уступили сборной Бельгии и стали серебряными призёрами. 